# Sorex coronatus
Sorex coronatus е вид бозайник от семейство Земеровкови (Soricidae). Видът не е застрашен от изчезване.

## Разпространение и местообитание
Разпространен е в Австрия, Андора, Белгия, Германия, Гърнси, Джърси, Испания, Лихтенщайн, Нидерландия, Франция и Швейцария.
Обитава ливади, блата, мочурища и тресавища.

## Описание
На дължина достигат до 7,3 cm, а теглото им е около 9,3 g. Имат телесна температура около 37,6 °C.
Продължителността им на живот е около 1,1 години. Популацията на вида е стабилна.